# حصن لالباغ

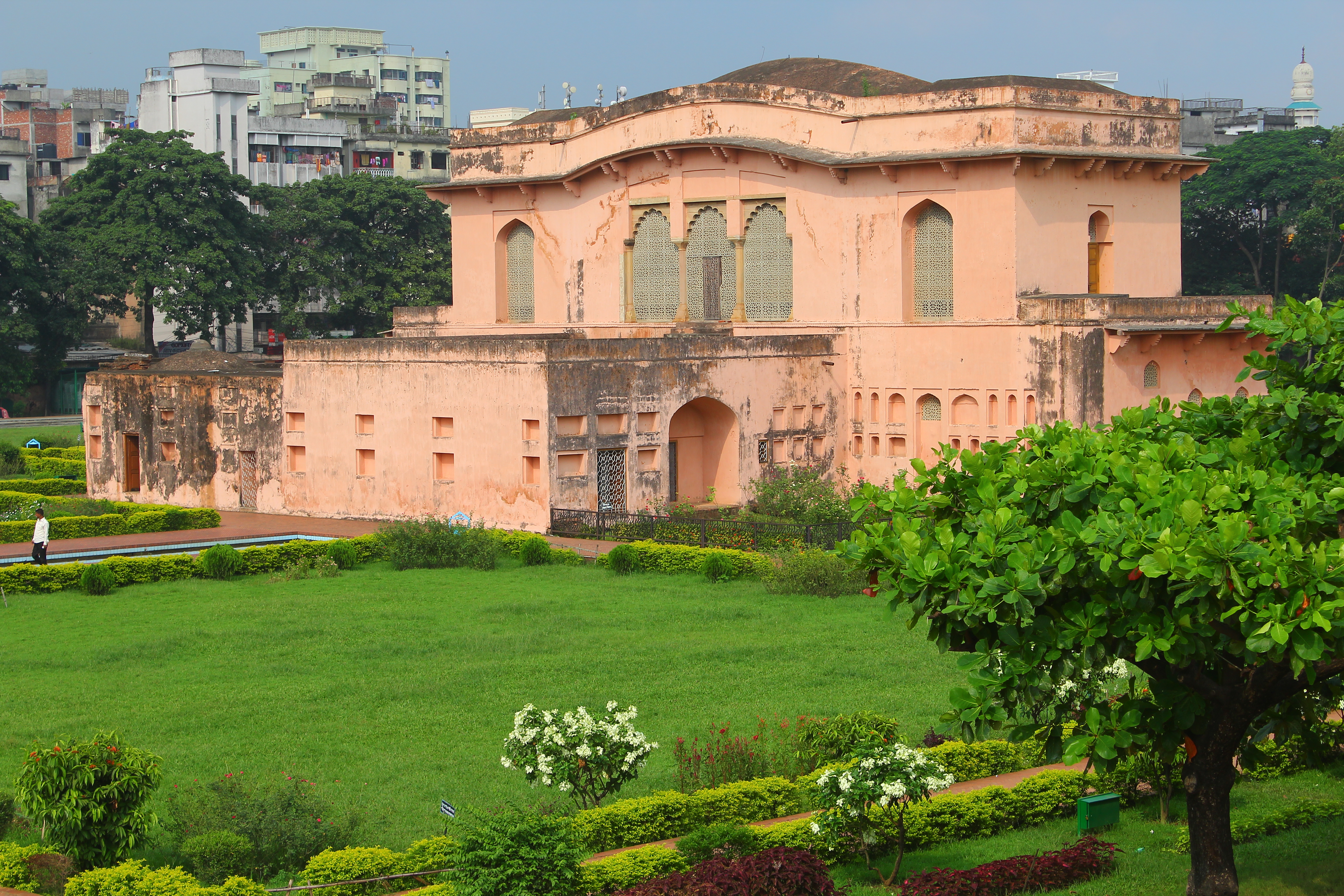
مقر الحاكم ، ديواني أي - ام

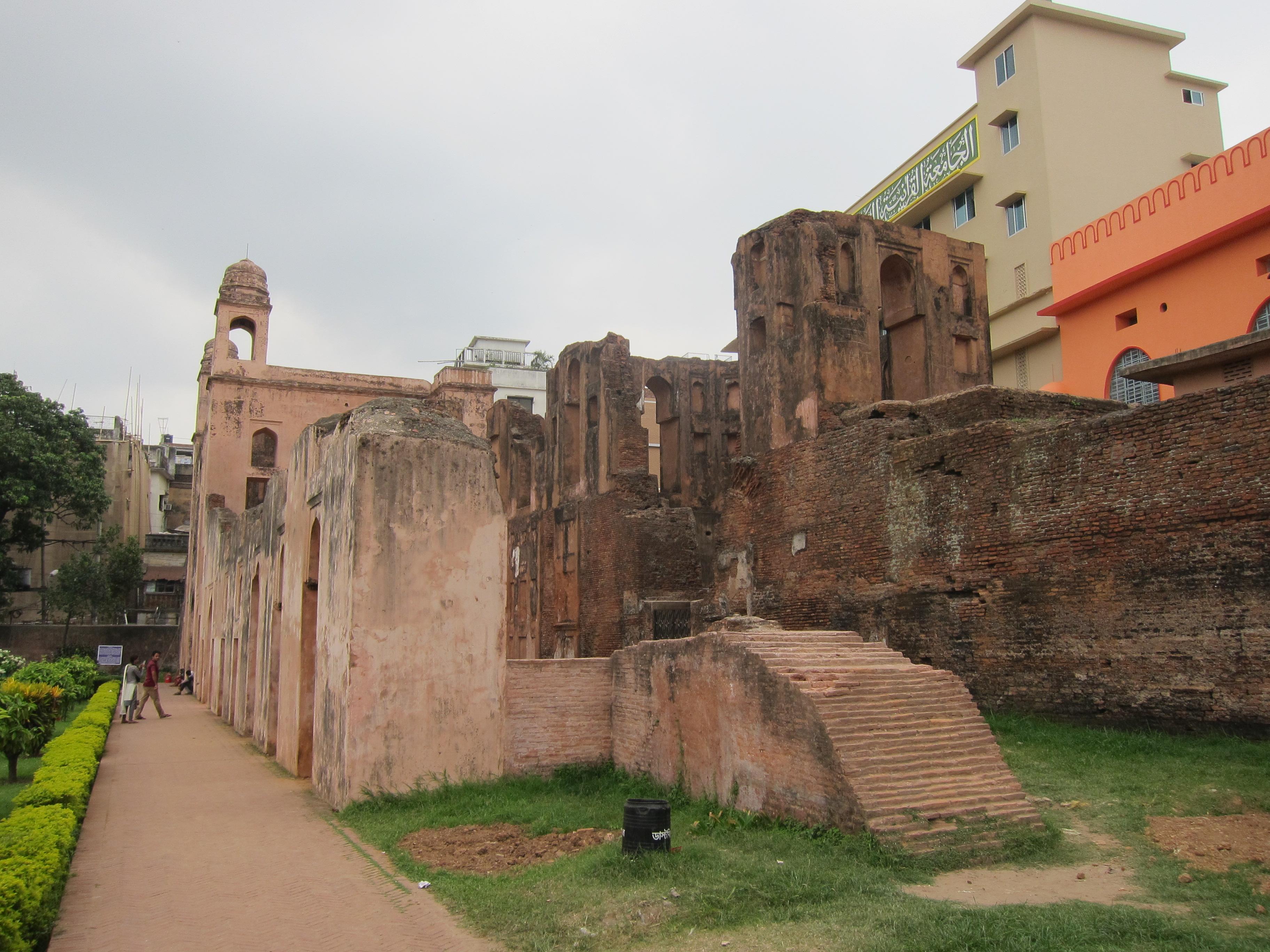
الجدران الداخلية والبوابة

قَلْعَةُ لَالَبَاغَ (بالبنغالية: লালবাগ কেল্লা؛ بالهندستانية: لال باغ قلعہ) هو مجمع حصن مغولي يعود إلى القرن السابع عشر يقف أمام نهر بوري كنكا في الجزء الجنوبي الغربي من داكة، بنغلاديش. وقد كانت تسمى قَلْعَةَ أَوْرَنْكَ آبَادَ (بالهندستانية: قلعہ اورنگ آباد). بدأ البناء في 1678 ميلادي من قبل المغولي سوبدار محمد عزام شاه الذي كان ابن الإنبراطور أورنكزيب والإنبراطور نفسه في وقت لاحق. لم يواصل خلفه شايات خان العمل، رغم أنه بقي في دكا حتى عام 1688. لم يكن الحصن قد اكتمل أبداً، وغير مشغول لفترة طويلة، حتى أن معظم ما كان هناك تم تنظيفه أو بنائه، والموقع المعاد ترميمه والمحافظ عليه الآن يصل إلى المباني الحديثة.

## التاريخ

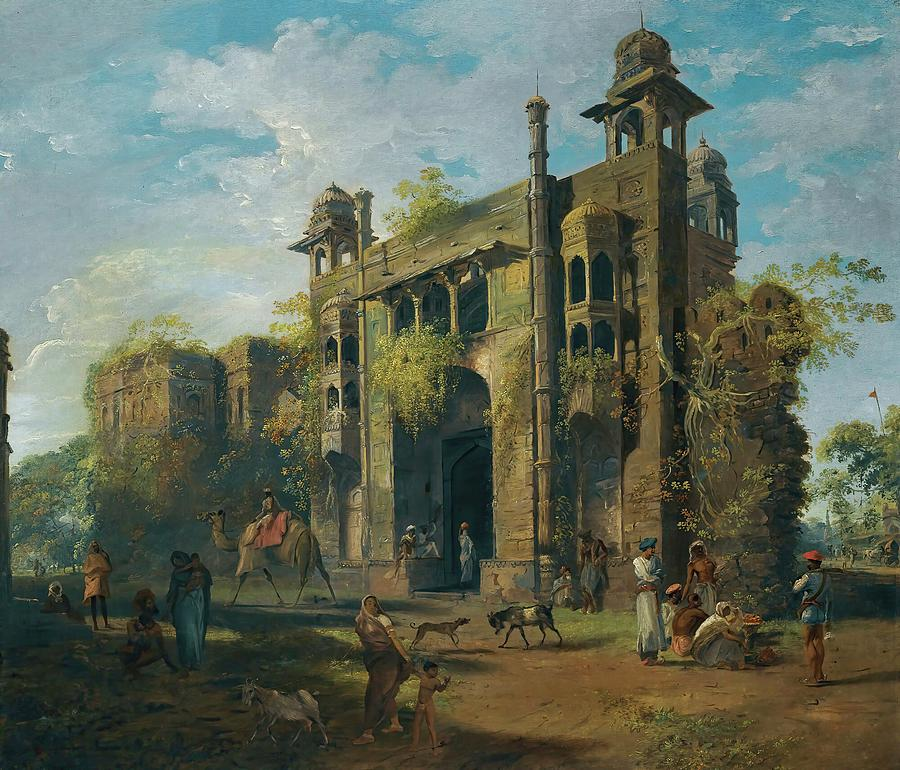
البوابة الجنوبية للحصن التي رسمها يوهان زوفاني في عام 1787

بدأ أمير المغول محمد عزام، الابن الثالث لأورانجزيب عمل الحصن في 1678 من خلال نائبه في ولاية البنغال. مكث في البنغال لمدة 15 شهرا. و بقي الحصن غير مكتمل عندما استدعاه والده أورنجزيب.
كان شاتيستا خان في ذلك الوقت المترو الجديد لداكة، ولم يكمل الحصن. في 1684 ، توفيت ابنة شايستا خان إيران دوخت باري بيبي في ذلك الوقت . بعد وفاتها، بدأ يعتقد أن الحصن غير محظوظ، وترك الهيكل غير مكتمل. من بين الأجزاء الثلاثة الرئيسية لحصن لالباغ، واحد هو قبر باري بيبي.
بعد أن غادر شايستا خان دكا، فقد شعبيته. وكان السبب الرئيسي في ذلك هو نقل العاصمة من دكا إلى مرشد أباد. بعد نهاية فترة المغول الملكية، تم التخلي عن الحصن. في عام 1844 ، اكتسبت المنطقة اسمها باسم لابلاغ لتحل محل أورانجاباد، وأصبح الحصن يدعى بحصن لالباغ.

## الهيكل البنائي
لطالما اعتبر الحصن مزيجا من ثلاثة مبان (المسجد، قبر بيبي باري وديواني أي - ام) ، مع بوابتين وجزء من جدار التحصينات المتضرر جزئيا. وقد كشفت الحفريات الأخيرة التي أجراها قسم الآثار في بنغلاديش عن وجود هياكل أخرى.
يوجد لسور التحصينات الجنوبية معقل ضخم في الزاوية الجنوبية الغربية. في شمال الجدار التحصيني الجنوبي كانت المباني المنفعة، كتلة مستقرة، إدارية، والجزء الغربي منها استوعب حديقة جميلة على السطح مع ترتيبات للنوافير وخزان مياه. كان الجزء السكني يقع شرق جدار التحصين الغربي، وبشكل رئيسي إلى الجنوب الغربي من المسجد.
كان لجدار التحصين في الجنوب خمس حصون على فترات منتظمة من طابقين، وكان للجدار الغربي حصتان ؛ أكبر واحد بالقرب من البوابة الجنوبية الرئيسية. و كان للمعاقل نفق تحت الأرض.
تحتل المنطقة المركزية للقلعة ثلاثة مبانٍ: ديواني أي - ام، والحمام الواقع في الشرق، والمسجد في الغرب، وقبر باري بيبي بين الاثنين - في خط واحد، ولكن ليس على قدم المساواة. ترتبط قناة المياه مع النوافير على فترات منتظمة بالمباني الثلاثة من الشرق إلى الغرب ومن الشمال إلى الجنوب.

### ديواني آي - آم
ديواني أي - ام هو محل إقامة من طابقين لحاكم البنغال المغولي الواقع على الجانب الشرقي من المجمع. يوجد حمام تقليدي منفرد مُلحق على الغرب. و يحتوي جزء الحمام على غرفة تحت الأرض للماء المغلي. هناك جدار تجزيئي طويل يمتد على طول الواجهة الغربية للحمام.
يقع المبنى على بعد حوالي 39 مترا (136 قدما) إلى الغرب من الخزان، ويمتد من الشمال إلى الجنوب. تبلغ القياسات الخارجية للمبنى 32.47 متر × 8.18 متر (107 '× 29').
هناك أحياء سكنية في كل طابق من طابقين ورواق مركزي رئيسي يربط بينهما. يوجد في الحمام (حمامخانة) في الجزء الجنوبي من المبنى وهو واحد من الحمامخاناة السابعة التي لا تزال موجودة في أنقاض تراث بنغلاديش.

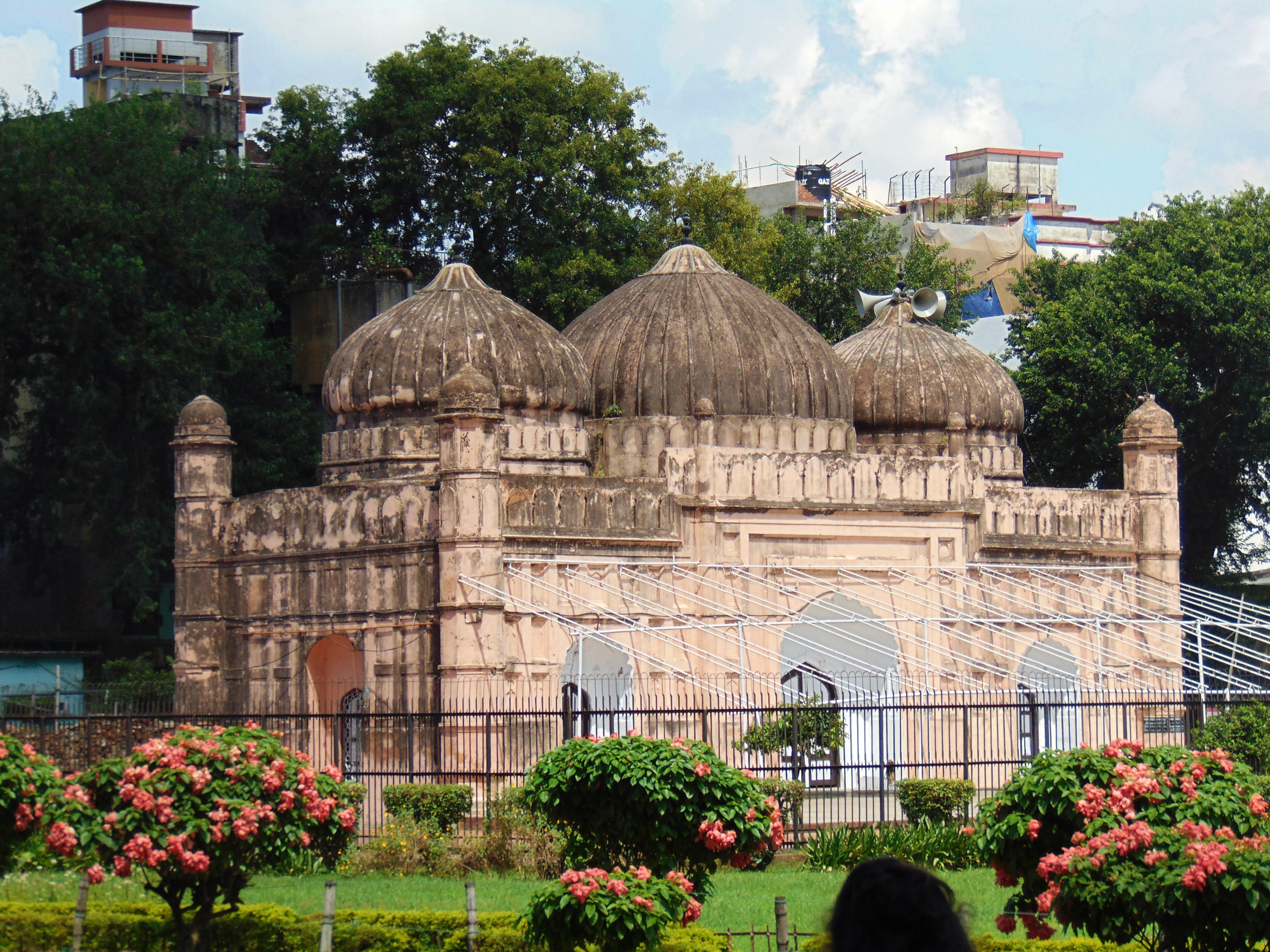
مسجد الحصن

تظهر الحفريات الأخيرة (1994-2009) أن هناك غرفة خاصة تحت غرفة الحمامخانة، حيث وجد علماء الآثار الترتيبات اللازمة لتسخين المياه، وتوفير الماء الساخن وكذلك الماء البارد إلى الحمامخانة من خلال أنابيب التيراكوتا التي تم تصنيعها خصيصا ل هذا الغرض. إن اكتشاف بقع سوداء في غرفة تحت الأرض يثبت أن النار قد استخدمت لغرض تسخين الماء ل الحمامخانة. كان هناك أيضا غرفة مرحاض على جانب الحمامخانة.
كل البناء جنبا إلى جنب مع ترتيبات الحمامخانة يظهر بوضوح أنه كان يستخدم كثيرا من قبل سوبادار البنغال وأن سوبادار كان شيستا خان. من تقرير حاكم المصانع الإنجليزية، علم أن شايستا خان اعتاد العيش في هذه القاعة وكان بعض الأوروبيين رهن الاحتجاز هنا.

### خزان المياه
يتم وضع خزان مياه على شكل مربع (71.63 متر على كل جانب) إلى الشرق من ديواني آي - آم. هناك أربع سلالم للزاوية تنزل إلى الخزان.

### قبر بيبي باري

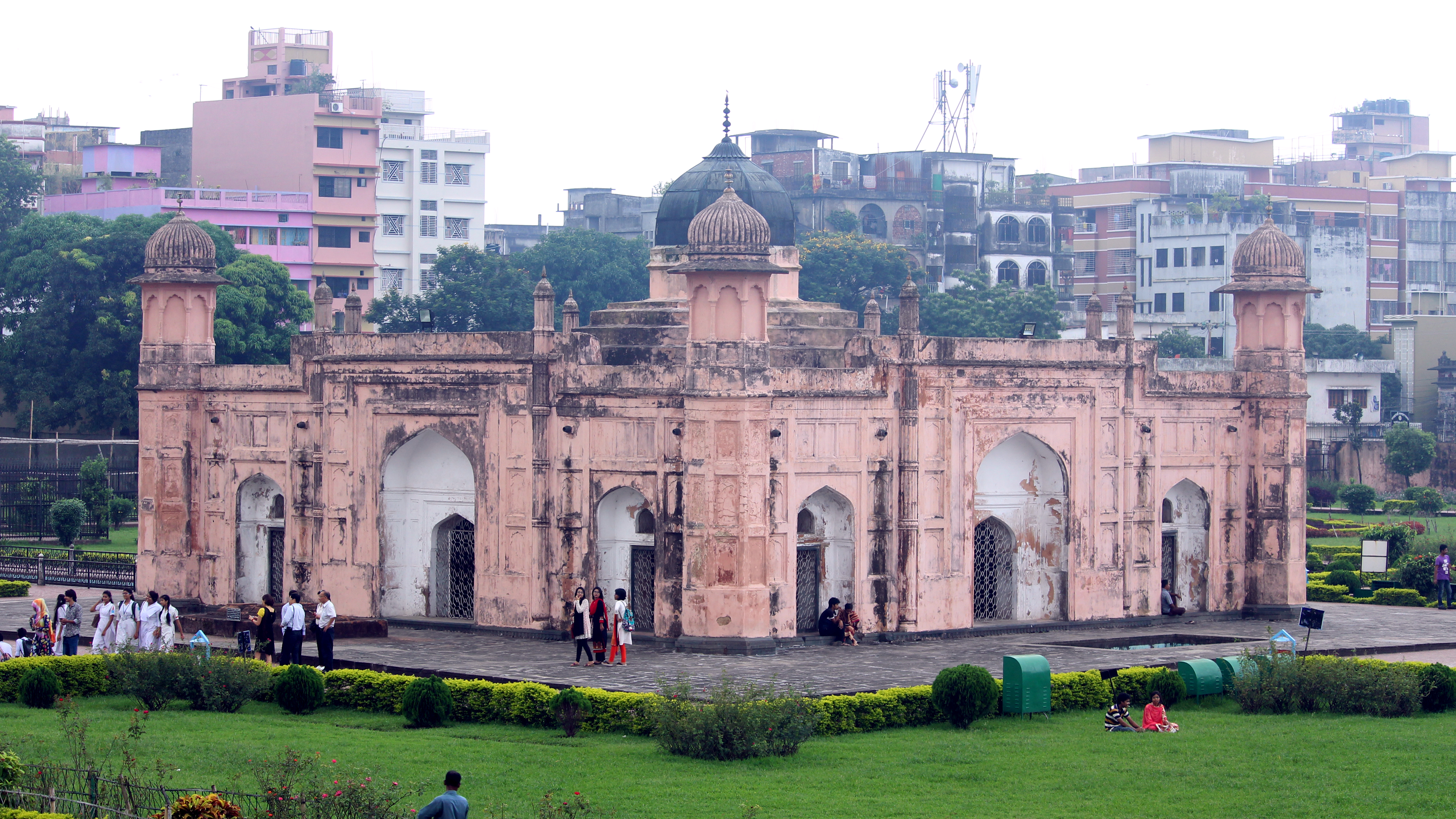
قبر بيبي باري

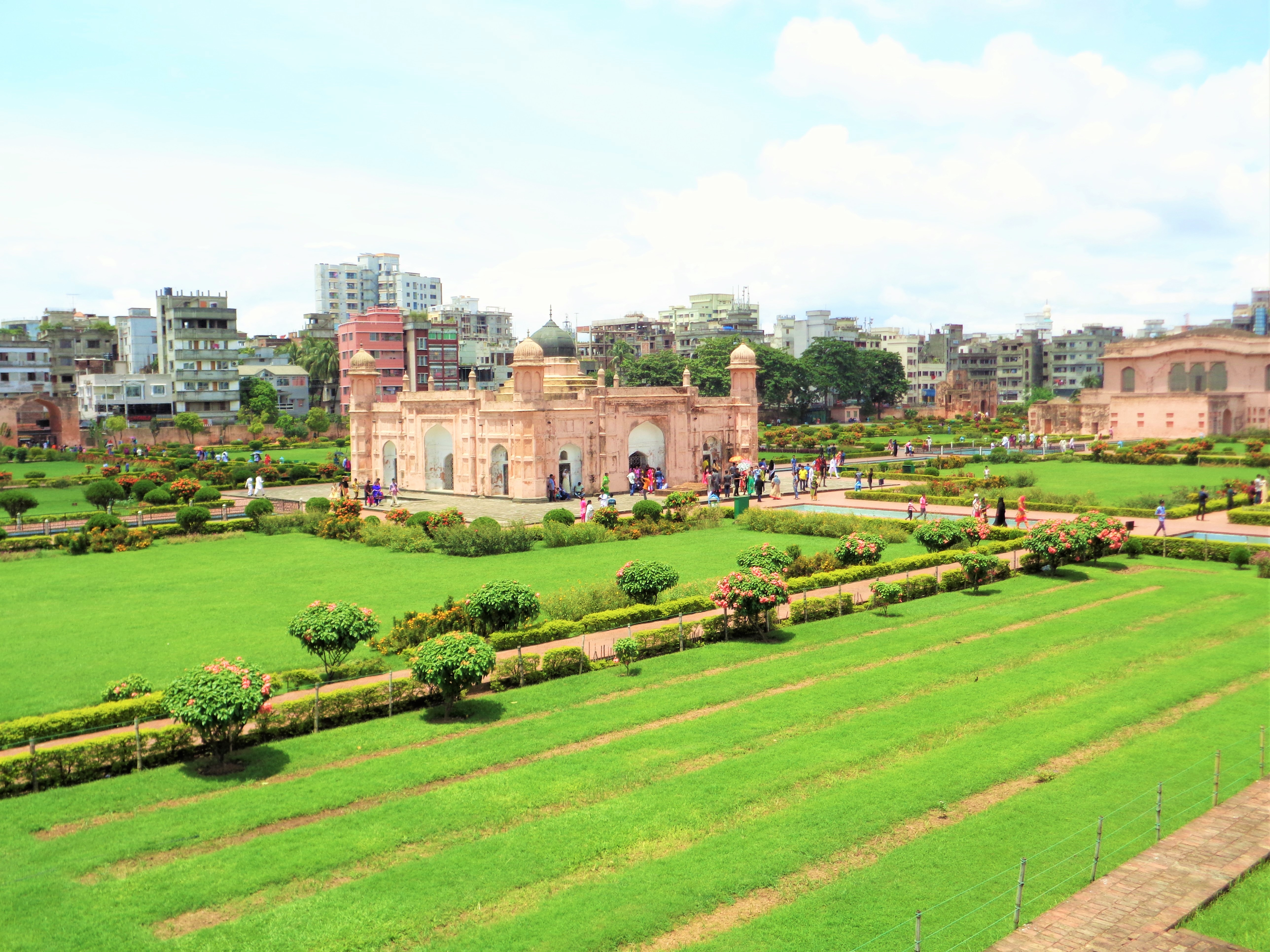
القبر ومنزل الحاكم

يقع قبر بيبي باري، ابنة شيستا خان، في وسط المجمع. هناك غرفة مربعة مركزية. يحتوي على بقايا بيبي باري المغطاة بقبة مثمنة زائفة وملفوفة بواسطة صفيحة نحاسية. الجدار الداخلي بأكمله مغطى بالرخام الأبيض . و تحيط 8 غرف بالطابق المركزي. هناك قبر صغير آخر في غرفة الزاوية الجنوبية الشرقية.

### مسجد حصن لالباغ
يحتوي المسجد على ثلاثة قباب، وهو صغير نسبياً لموقع كبير، مع خزان مياه للوضوء في الأمام.

## بعض المشاهد من الحصن

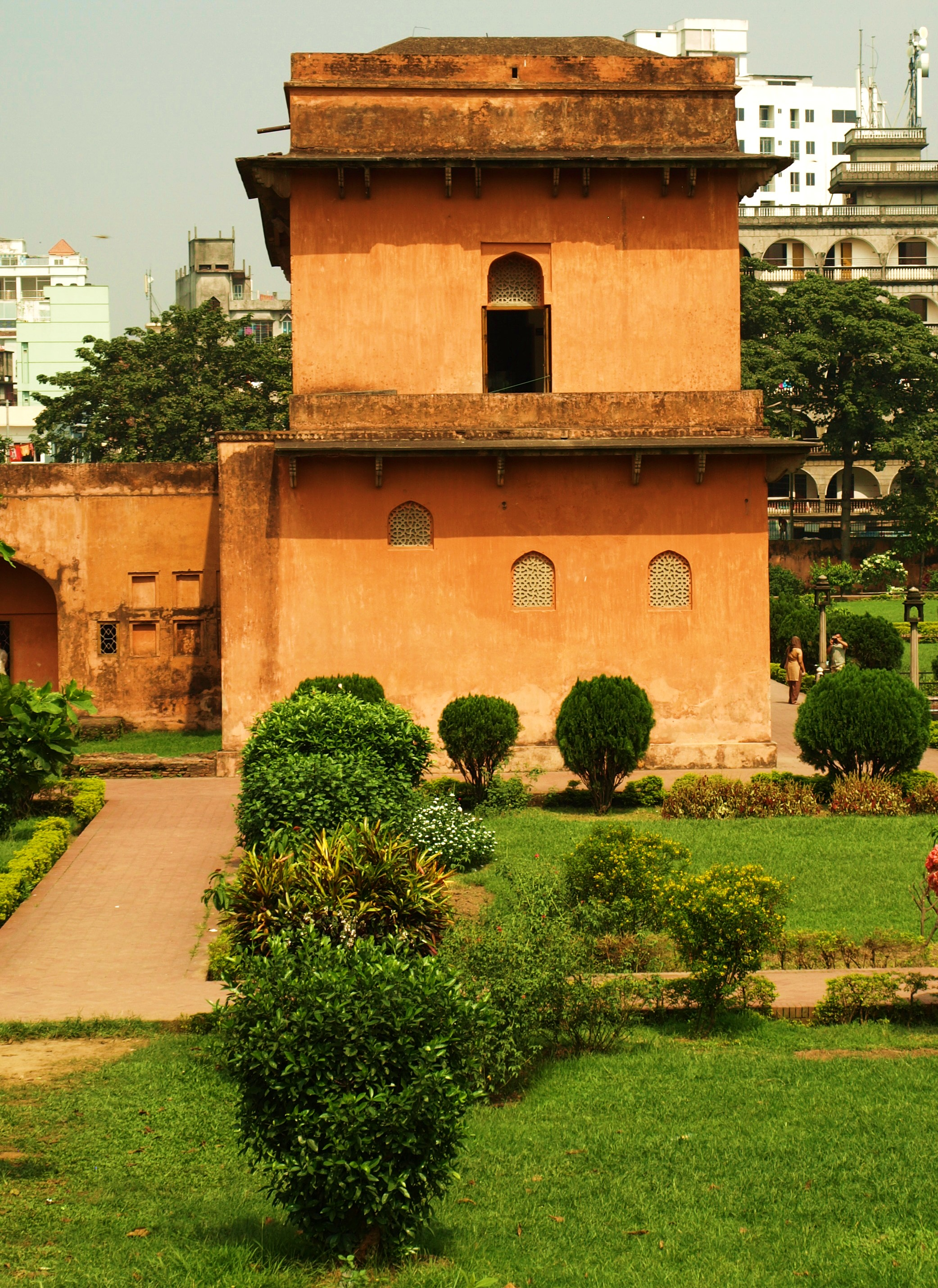
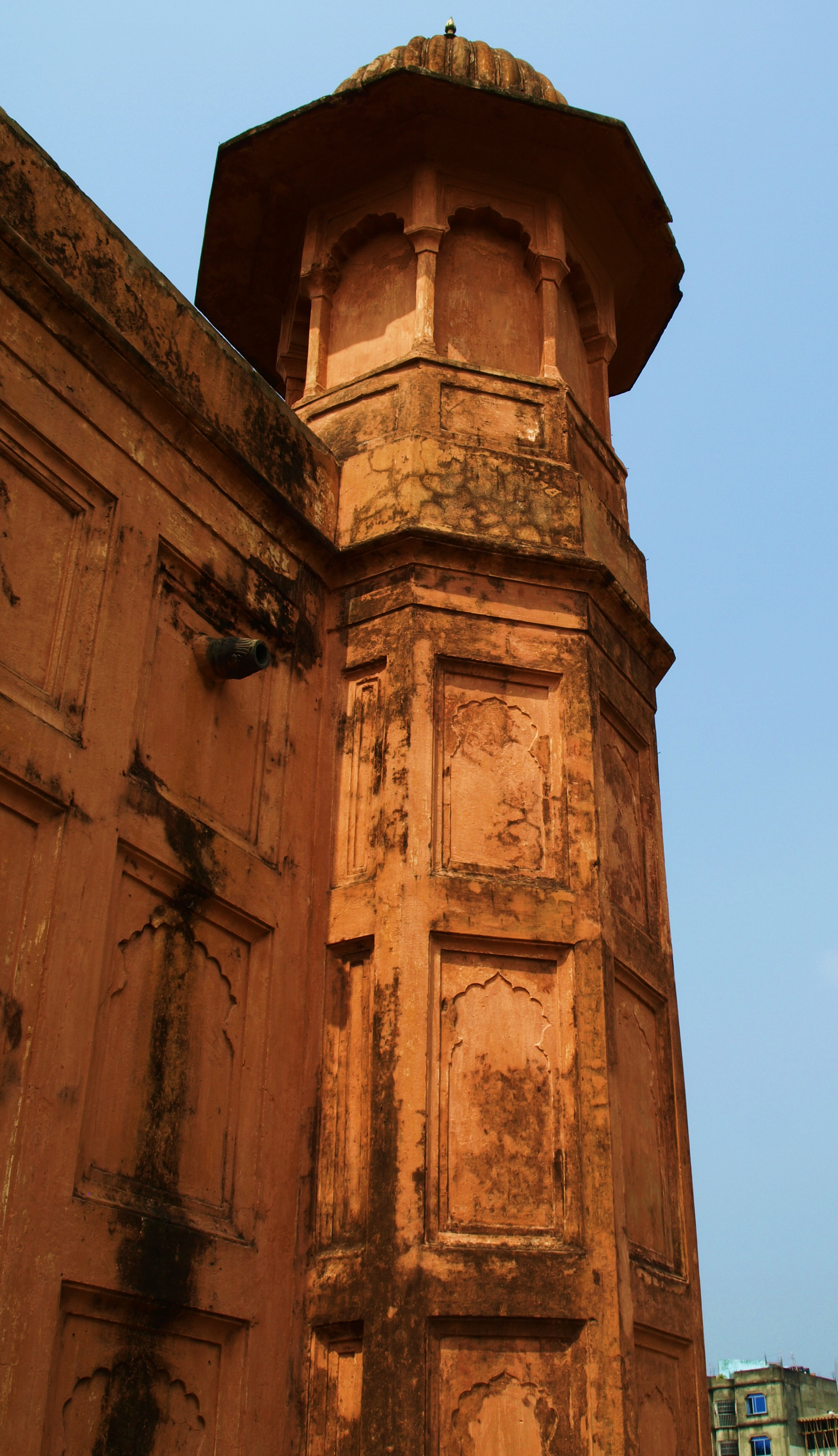
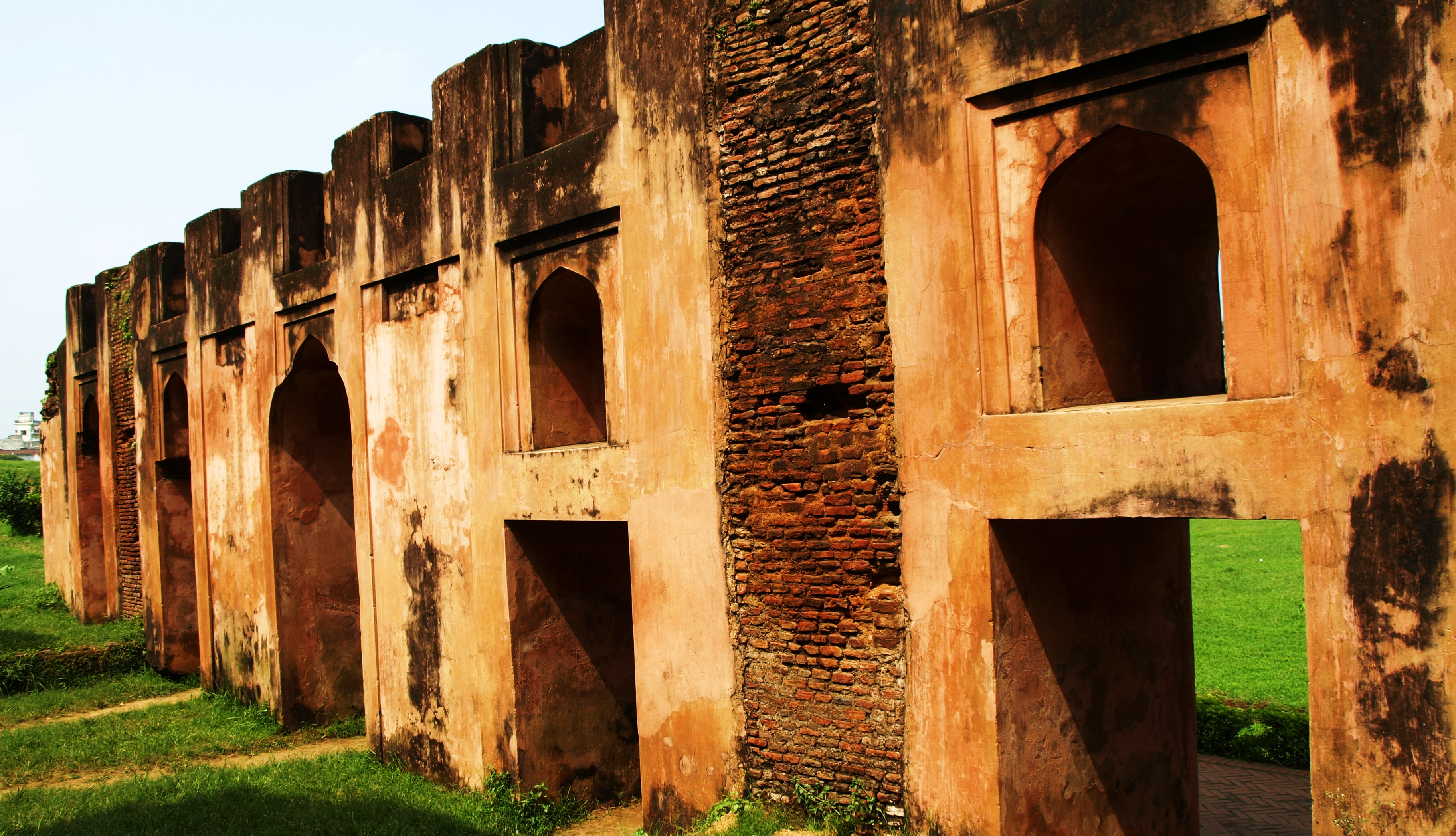
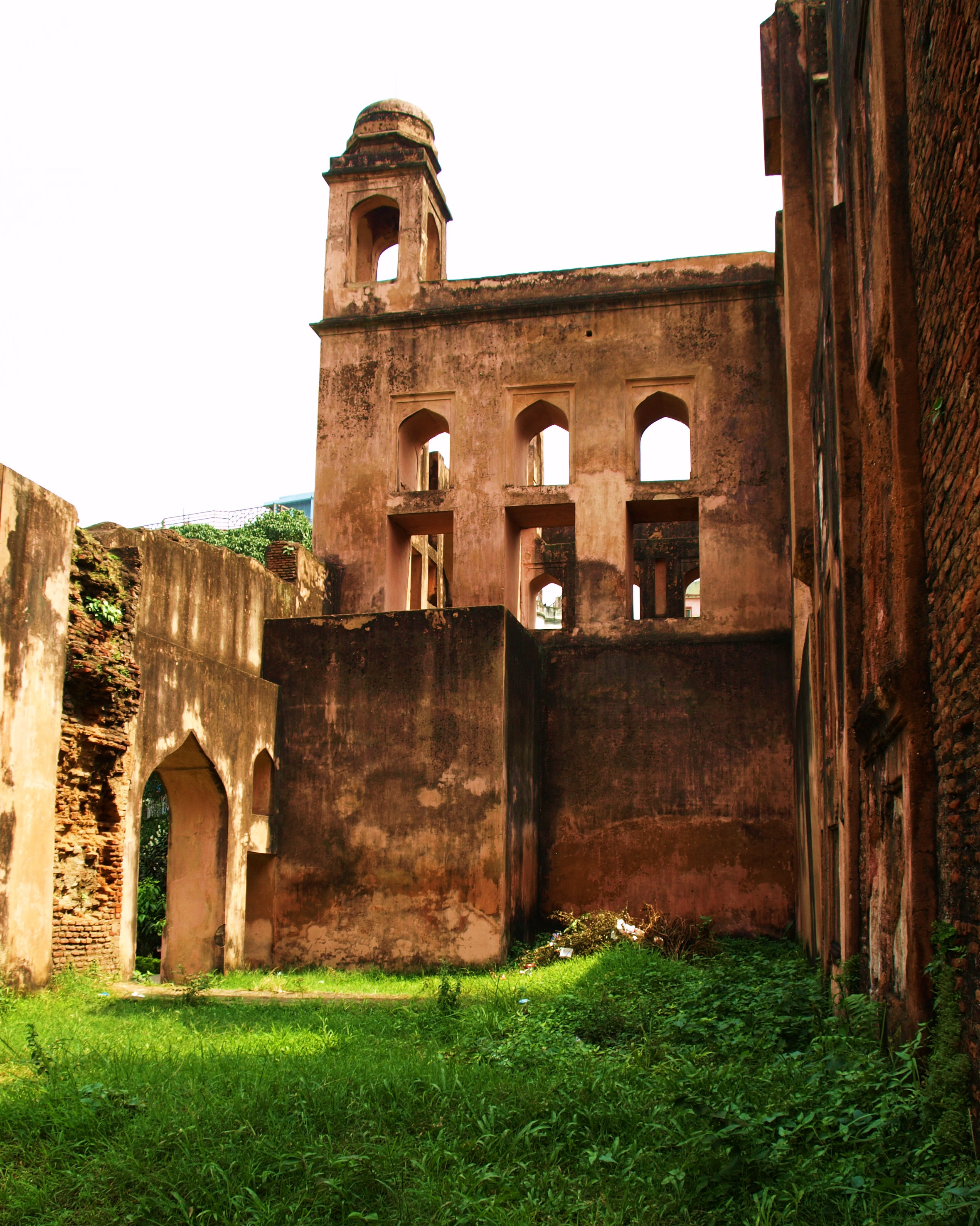
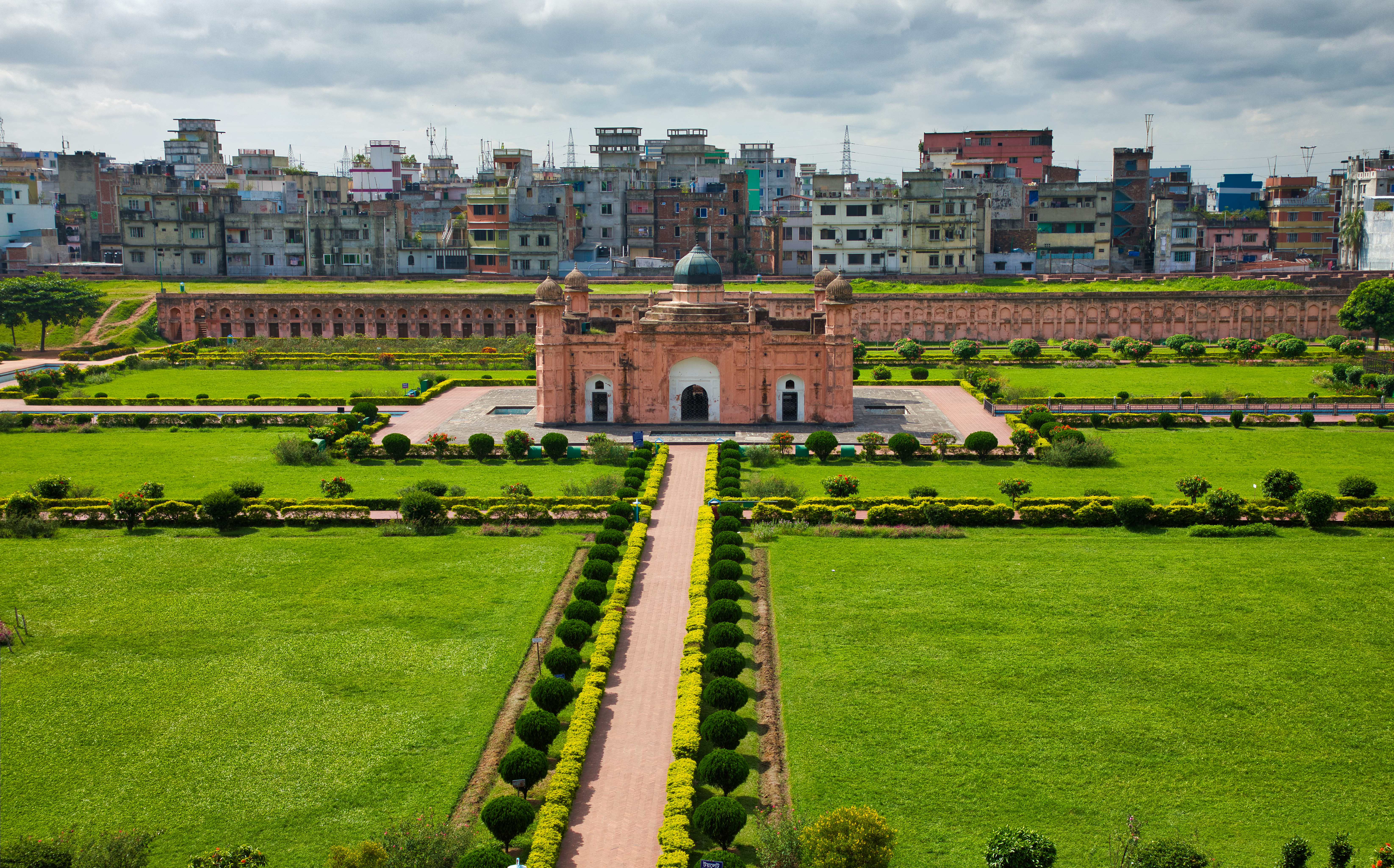

## قصص

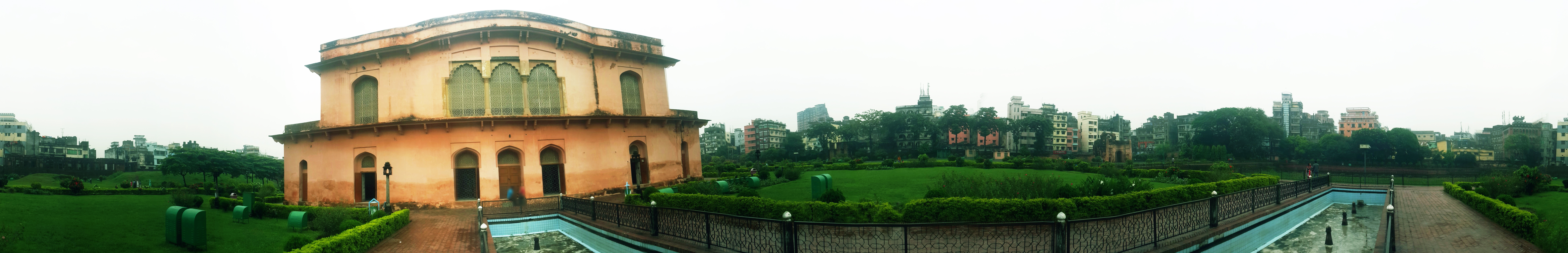
قصر ديواني آي - آم و الحديقة (الجانب الشرقي من المجمع).
.

من وقت البناء حتى الآن، تدور العديد من الأساطير حول القلعة. من بين جميع القصص والمناظرات التاريخية، يُعتقد على نطاق واسع أن قلعة لالباغ تقف كنصب تذكاري لأحلام الأمير محمد عزام المحبوبة للإمبراطور أورنجزيب. في منتصف القرن السابع عشر، كان يشغل منصب نائب الملك في البنغال وبدأ بناء مجمع حصن لالباغ الرائع.
لذلك، تبدأ القصص الشعبية حول الحصن. قبل الانتهاء من البناء، تم استدعاء الأمير عزام إلى والده، للمساعدة في الحرب ضد ماراثاس. و تقول الأسطورة بعد أن غادر أمير المغول، واصل شايستا خان بناء المشروع، ولكن بعد وفاة ابنته المحبوبة إيران-دوخت، التي كانت تعرف بباربي بيبي، تم إيقاف البناء. وكانت بيبي مخطوبة إلى الأمير عزام في وقت وفاتها.
هناك أيضا أساطير ومناقشات حول هوية باري بيبي. و يدعي عدد قليل من الباحثين أنها كانت الأميرة أهوم البالغة من العمر تسع سنوات. جلبت مير جومالز رحلة أحوم حرب تجاور تلال غارو. أخذ ابنة أهوم رجا لإرغامه على التنفيذ الكامل لمعاهدة السلام السابقة. في وقت لاحق، جعلها الإمبراطور اعتنق الإسلام وتزوجها إلى الأمير عزام. ومع ذلك، فإن الناس الآن يعتقدون أنها كانت ابنة نواب شايستا خان المحببة، حيث حجبت كل المناظرات.

## البحث

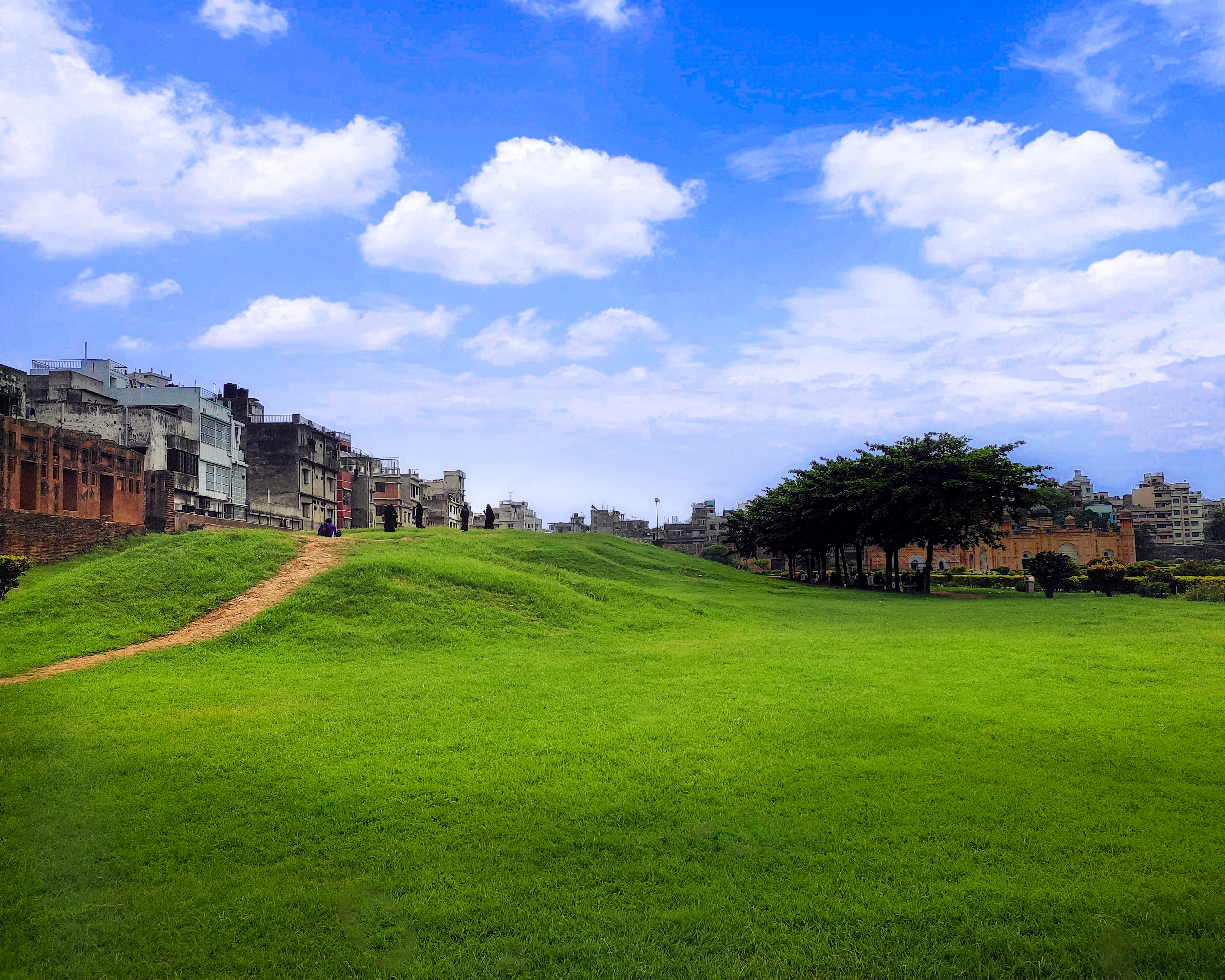
أرض حصن لالباغ، دكا، بنغلاديش

اكتشف علماء الآثار استمرارية جدران الحصن الرئيسية باتجاه الشرق أسفل طريق شايشتا خان. واعتبروا أن المنطقة الحالية في كيلا تمثل نصف النسبة كما خطط لها الأمير عزام خان. البوابة في الجنوب الشرقي من الحصن (متاخمة لمسجد لالباغ شاهي) وفقا للمتطلبات يناسب بشكل صحيح كالبوابة المركزية في وسط فورت. أما النصف الآخر إلى الشرق - الذي كان من المخطط له على الأرجح لغرض إداري (منطقة جيرد كيلا) - فقد كان غير مكتمل أو منقرض منذ زمن بعيد.
هناك بعض الأنفاق تحت الأرض في الحصن وهي الآن مغلقة. و يقال أن اثنين من الأنفاق يؤديان إلى تدمير قلعة زنزيرا التي كانت على الجانب الآخر من نهر بوريجانجا. تم إجراء مقطع آخر كمتاهة. ويقال إن العديد من الجنود الهنود (جنود) من ثورة سيبوي عام 1857 حاولوا الهروب عبر الممر وفقدوا حياتهم. الجنود البريطانيين الذين طاردوهم للاعتقال لم يعودوا. للتحقيق في هذا الادعاء، أرسل باحثون بريطانيون فيلًا وكلابًا إلى النفق، لكنهم لم يعودوا أيضًا. بعد ذلك، فتم إغلاق الأنفاق.

## مشاهد تاريخية

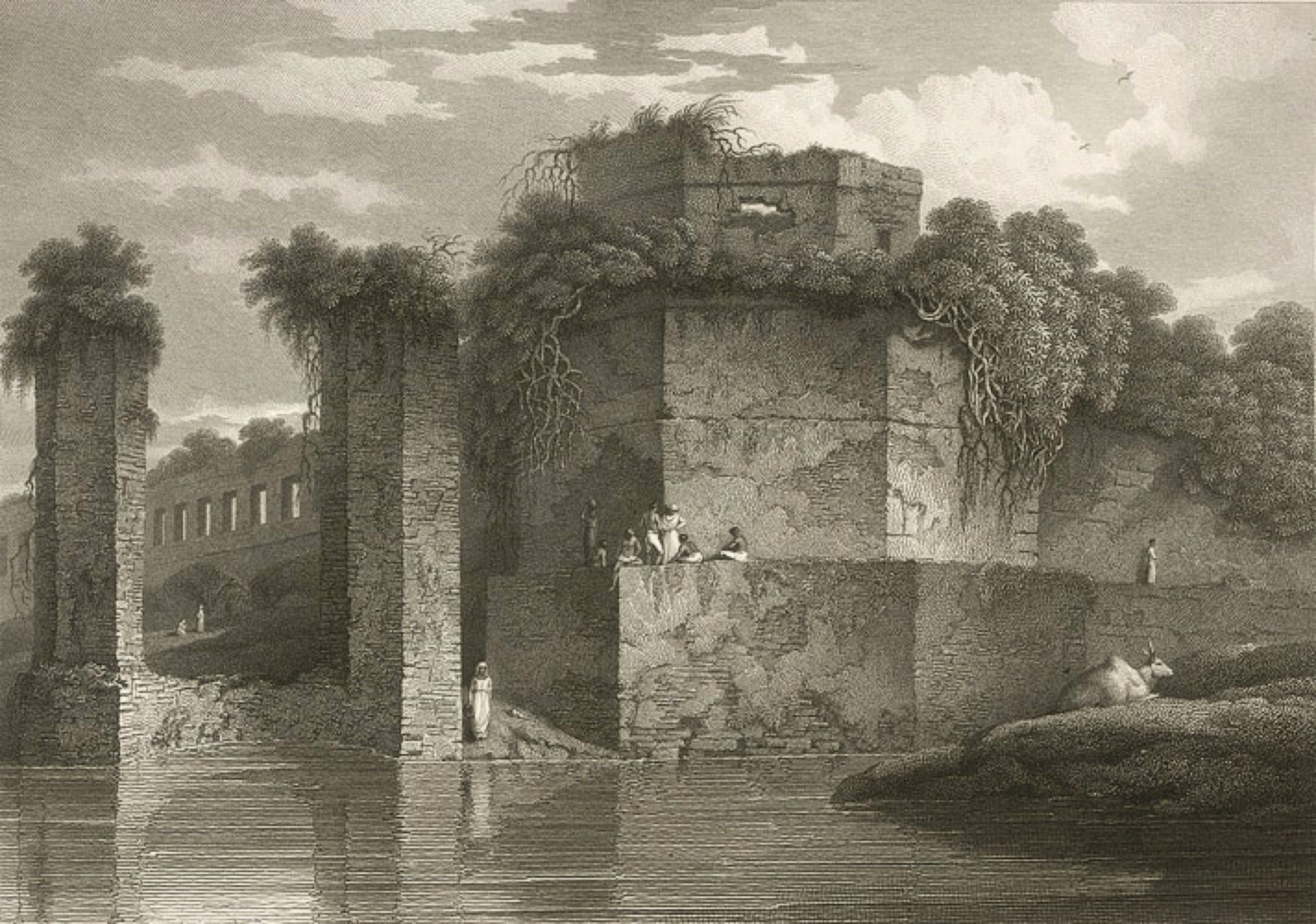
1814 لوحة الحصن تشارلز دي أويلي
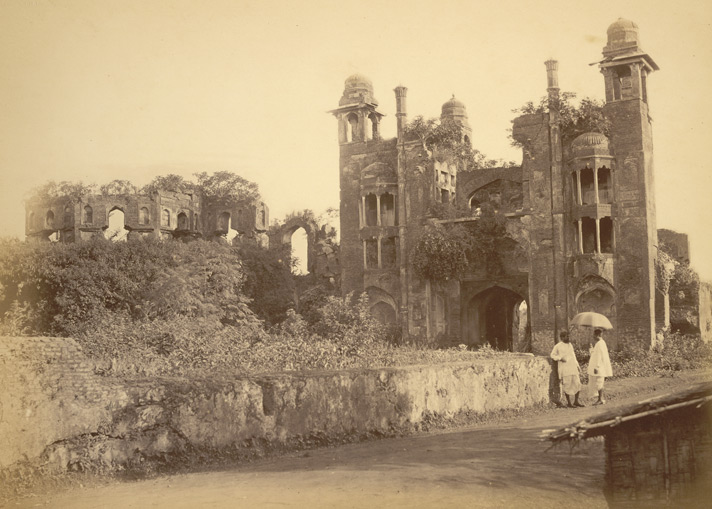
صورة للبوابة الجنوبية في 1875
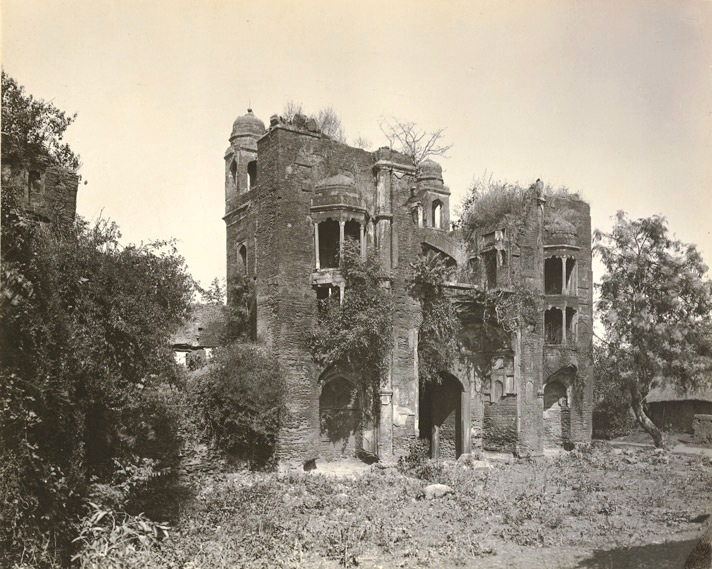
صورة لبوابة الجنوب التي اتخذتها فريتز كاب في عام 1904